# Джеймс Форд (Загублені)
Джеймс Форд (англ. James Ford), більш відомий як Соєр (англ. Sawyer) — персонаж і один з головних героїв телесеріалу «Загублені» (виробництво ABC).

## Біографія

### До авіакатастрофи
Джеймс Форд народився в Джаспері 18 лютого 1968 року. Коли йому було вісім років, його батьки стали жертвами афериста за прізвищем Соєр, який, зав'язавши роман з його матір'ю, вкрав всі заощадження сім'ї Фордів. Коли через це між батьками спалахнула сварка, мати звеліла Джеймсу сховатися під ліжком. Він почув, як батько вбив матір, а потім пішов в дитячу, сів на ліжко, під яким був син, і застрелився. Ще будучи хлопчиком Джеймс написав лист аферистові, сподіваючись у майбутньому розшукати його і передати послання особисто в руки. Під час похорону до нього, як майбутнього Кандидата, приходив Джейкоб. Після загибелі батьків він жив зі своїми бабусею та дідусем. Сам Джеймс згадував, що у нього був дядько, який помер від пухлини мозку.
У 9-му класі його виключили зі школи. Далі, коли йому було 19 років, обставини склалися таким чином, що Джеймсу самому довелося стати шахраєм. В результаті він прийняв ім'я людини, яка зруйнувала його родину, і став називатися Соєром. Подорослішавши, він взявся за пошуки справжнього Соєра, щоб передати йому лист і помститися. Пізніше він зав'язав роман з жінкою на ім'я Джесіка, розраховуючи обманом отримати від її чоловіка Девіда 160 тисяч доларів. Однак, зустрівши у них вдома їх маленького сина, він несподівано передумав і скасував операцію. («Шахрай», 8-а серія 1-го сезону).
Далі він взяв у помічниці свою коханку по імені Кесіда. Цей крок був лише частиною великої афери, по закінченні якої Соєр розраховував прибрати до рук її гроші. Коли афера вже наближалася до фіналу, Соєр несподівано зрозумів, що відчуває до Кесіди занадто сильні почуття, щоб холоднокровно обібрати її. Тим не менш, йому довелося довести задумане до кінця, так як його партнер пригрозив убити і його самого, і Кесіду. («Довга афера», 13-а серія 2-го сезону).
У підсумку вона донесла на нього в поліцію, і Соєр на 7 років сів у в'язницю. Через 9 місяців Кесіда відвідала його і розповіла, що народила від нього дочку Клементину. Після цього Соєр передав тюремному начальству відомості про те, де один з ув'язнених сховав награбовані мільйони, і йому скоротили термін. Коли його запитали, на який рахунок перевести належні йому комісійні, він попросив покласти їх у банк у Альбукерке на ім'я Клементини Філліпс. («Кожен сам за себе», 4-а серія 3-го сезону).
Звільнившись, Соєр продовжив займатися шахрайством. Коли його партнер Гіббс передав йому інформацію про те, що справжній Соєр живе в Сіднеї під іменем Френка Даккета, він негайно відправився в Австралію. Розшукавши Даккета, він хотів убити його, але не зміг. Сидячи в барі, Соєр познайомився з Крістіаном Шепардом, батьком Джека. Крістіан розповів йому про свої стосунки з сином і, нарікаючи на власну слабодухість, переконав Соєра довести його справу до кінця (не знаючи, що той задумав вбивство). Увечері Соєр вирушив до Даккета вдруге і все ж таки застрелив його. Однак за його передсмертними словами він зрозумів, що вмирає невинний, а Гіббс просто використовував його, щоб чужими руками позбутися від боржника. («Злочинці», 16-а серія 1-го сезону). Пізніше Соєра заарештували за бійку в барі і вислали з Австралії рейсом 815 авіакомпанії Oceanic Airlines. Цей літак зазнав аварії на острові. («Вихід. Частина 2», 24-а серія 1-го сезону).

### На острові

#### Сезон 1
Після авіакатастрофи Соєр скористався нагодою і привласнив собі все, що знайшов цінного в багажі пасажирів. Він обшукав не тільки валізи на березі, але і ручну поклажу мерців в літаку. Цим вчинком він відразу налаштував проти себе уцілівших. Незабаром однак, йому набридла самотність, і Соєр приєднався до групи, яка вирушила на височину, щоб спробувати відправити звідти сигнал лиха. Коли у лісі на них напав білий ведмідь, Соєр застрелив його з пістолета, який раніше стягнув у пораненого пристава. («Пілот. Частина 2», 2-а серія 1-го сезону).
Пізніше його злочинні звички і зухвала поведінка стали причиною того, що Бун запідозрив Соєра у крадіжці інгаляторів Шеннон, яка страждала від астми. Коли він відмовився віддати ліки, Саїд застосував до нього тортури. Потім, пообіцявши розповісти про місцезнаходження ліків одній лише Кейт, Соєр зажадав, щоб вона в обмін поцілувала його. Дівчина неохоче підкорилася, і тоді Соєр зізнався, що у нього немає і не було інгаляторів. («Шахрай», 8-а серія 1-го сезону).
Відносини між Соєром і Кейт стали більш тісними після того, як вона прочитала лист, який він написав у дитинстві винуватцьові смерті його батьків. Потім разом вони пішли шукати кабана, який розорив намет Соєра. Залишившись в джунглях на ніч, вони напилися і зіграли в гру «Я ніколи», в ході якої аферист розповів про деякі важливі події свого минулого. На наступний день вони почули шепіт в лісі. Ці ж голоси чув Саїд, коли повертався від Руссо, з чого уцілівші зробили висновок, що вони не одні на острові. («Злочинці», 16-а серія 1-го сезону).
Протягом всього перебування на острові Соєр найчастіше вступав у протистояння з Джеком, який проти своєї волі зайняв лідуюче положення в таборі. Крім того, їх обох тягнуло до Кейт, що теж не сприяло налагодженню відносин. Періодично, однак, напруга між чоловіками спадала. Так, коли Соєра стали мучити головні болі, Джек діагностував у нього далекозорість і допоміг підібрати окуляри. («Бог з машини», 19-а серія 1-го сезону).
Коли Майкл побудував пліт, на якому розраховував відплисти з острова, аферист купив собі місце на борту, віддавши йому моток сталевого троса. Кейт обманом намагалася зайняти його місце, і тоді Соєр публічно викрив її, довівши, що вона втікаюча злочинниця. Після цього вони почали ворогувати, однак вони обидва хотіли попрощатися, але Кейт довелося йти за динамітом, а Соєр рубав дерева для щогли в джунглях. Перед відплиттям Соєр розповів Джеку про те, що познайомився в Сіднеї з його батьком, і передав зміст розмови, в якому Крістіан зізнавався, що пишається сином і шкодує про розрив з ним. Коли пліт вийшов у плавання, на нього скоїли напад Інакші. Соєр намагався перешкодити їм вкрасти Волта, але отримав кулю в плече і звалився за борт. Потім Інакші підірвали пліт. («Вихід. Частина 1», 23-а серія 1-го сезону).

#### Сезон 2
Після вибуху Джин зник в океані, а Майкл з Соєром вхопилися за уламки плота. Поки вони дрейфували, Соєр врятував Майкла, зробивши йому штучне дихання, і голими руками витягнув кулю з свого плеча. Поступово їх стало відносити назад до острова. («За течією», 2-а серія 2-го сезону). Опинившись на березі, вони знайшли Джина, який ледве встиг утекти від якихось людей, які взяли його в полон. Незабаром ці невідомі острів'яни знайшли їх і на цей раз полонили всю трійцю. Соєр намагався чинити опір, але отримав удар по голові від чорношкірого велетня містера Еко.
Невідомі кинули всіх трьох в яму, де вони просиділи кілька днів. («Орієнтування», 3-а серія 2-го сезону). Потім опустили в яму Ану-Люсію, яка обеззброїла Соєра. Пізніше виявилося, що нападники — це ті, що уціліли з хвоста літака. Вони повели полонених на станцію «Стріла», яка була їх притулком, а потім вирішили перетнути острів до табору першої групи уцілілих. Поки вони йшли по джунглях, у Соєра запалилася рана на плечі, і його довелося нести на ношах. («Всі ненавидять Герлі», 4-а серія 2-го сезону).
Опинившись у таборі, Соєр деякий час провів без свідомості в бункері. Поки Джек лікував його, Соєр у маренні зізнався, що любить Кейт. («Що зробила Кейт», 9-а серія 2-го сезону). Потім, уже отямившись, він розлютився на Джека за те, що той забрав його припаси, і в помсту вкрав з бункера зброю і медикаменти. Джеку проте, вдалося повернути ліки, відігравши їх у Соєра в покер. («Узаперті», 17-а серія 2-го сезону). Потім Соєр роздав зброю деяким уцілівшим, і в тому числі Кейт, коли вона разом із Клер і Руссо зібралася на пошуки медичної станції. («Декретна відпустка», 15-а серія 2-го сезону). Ані-Люсії теж вдалося озброїтися, правда обманним шляхом — вона спокусила Соєра в джунглях і викрала у нього пістолет. («Дорога для двох», 20-а серія 2-го сезону). Коли в табір повернувся Майкл, він зажадав, щоб деякі уцілівші пішли разом з ним виручати Волта. Серед цієї групи виявився і Соєр. У підсумку Майкл виявився зрадником, та Інакші взяли його товаришів — Джека, Соєра і Кейт — в полон. («Живемо разом, вмираємо поодинці», 23-а серія 2-го сезону).

#### Сезон 3
На наступний день Соєр отямився замкненим у клітці, де раніше містилися ведмеді. У клітці навпроти перебував юнак на ім'я Карл, якого після невдалої спроби втечі повели, а на його місце посадили Кейт. («Повість про два міста», 1-а серія 3-го сезону). Незабаром Інакші змусили їх працювати — дробити камені. Там Соєр спровокував охоронців і вступив з ними в бійку, щоб (як пізніше він зізнався Кейт) з'ясувати сили противника. («Скляна балерина», 2-а серія 3-го сезону). Далі Соєр розробив план втечі і розповів про нього Кейт. Він не підозрював, що Інакші спостерігають за полоненими з допомогою камер стеження, тому його план провалився.
Щоб втихомирити Соєра, йому нібито вшили в серці апарат, який у разі підвищення пульсу мав спровокувати зупинку серця. Більш того, Бен пригрозив проробити те ж саме з Кейт, якщо Соєр розповість їй про те, що трапилося. Після уколу Соєр на подив Кейт дуже змінився: відмовився тікати, коли їй вдалося вибратися з клітки, і не пручався, коли його бив Піккет. Пізніше Бен повів афериста на прогулянку, де розповів, що йому в серце нічого не вшивали. Від нього ж Соєр дізнався, що їх відвезли на інший острів, тому намагатися бігти безглуздо. («Кожен сам за себе», 4-а серія 3-го сезону).
Коли Колін померла на операційному столі, життю Соєра стала загрожувати небезпека з боку Піккета. Знаючи про це, Кейт зламала замок на його клітці і стала умовляти товариша бігти. Він відмовився і розповів їй, що насправді вони знаходяться на іншому острові, і шляхи до втечі відрізані. Тоді Кейт пробралася в клітку Соєра і поцілувала його, вони переспали, після чого Соєр зізнався Кейт в любові. Потім прийшов Піккет з наміром вбити Соєра. Його побили і вже приставили до скроні пістолет, коли у Тома несподівано заробила рація. Виявилося, що Джек припинив операцію Бена і пообіцяв завершити її тільки в тому разі, якщо його друзів відпустять. («Я згодна», 6-а серія 3-го сезону). Забравши зброю Піккета, Соєр і Кейт кинулися бігти. Інакші ледь не наздогнали їх, але втікачів виручила Алекс. Вона ж пообіцяла відвести їх до човна в обмін на порятунок Карла. Пізніше, коли вони вже готувалися разом з Карлом до відплиття, їх намагався зупинити Піккет, але Джульєт застрелила його. («Не в Портленді», 7-а серія 3-го сезону).
Коли вони благополучно приземлився на своєму острові, Соєр двічі розчарував Кейт: він не перешкоджав побігу Карла і не підтримав її прагнення зібрати команду і негайно виїхати на допомогу Джеку. («Чужинець у чужій країні», 9-а серія 3-го сезону). Повернувшись в табір, він виявив, що уцілівші поділили його речі. Особливо шкодуючи про втрату спиртного, Соєр спробував повернути своє добро, поборовшись з Герлі в пінг-понг, але програв. («Введіть 77», 11-а серія 3-го сезону).
В серії («Віверт 22», 17-а серія 3-го сезону) відносини Кейт і Соєра налагоджуються, але лише тому, що вона завзято ревнує Джека до Джульєт. І знаходить розраду лише в обіймах Соєра. Потім Соєр дізнається, що всі дії Кейт не більше, ніж спосіб викликати ревнощі у Джека. В серії («Гауптвахта», 19-а серія 3-го сезону) Соєр зустрічає в лісі Джона, який пропонує йому вбити Бена, схопленого кілька годин тому. Соєр відмовляється, але все одно слідує за Джоном. Джон наводить його на «Чорну скелю» і замикає в одній кімнаті з людиною з мішком на голові, який потім виявляється батьком Локка-Ентоні Купером.(для того, щоб довести Інакшим, що Локк здатний вступити в їх коло, йому потрібно вбити все, що тягне його в «доострівне життя». Але так як сам він вбити свого батька не може, він підставляє Соєра) При їх розмові Ентоні раптово згадує, що він займався аферами й одне з його імен було Том Соєр. Коли Соєр розуміє, що саме Ентоні збанкрутував їх сім'ю і є винуватцем смерті його батьків, він його вбиває.

#### Сезон 4
Коли на острів почали прибувати люди з корабля «Кахана», він обрав шлях Джона Локка — піти в джунглі, керуючись принципом порятунку себе. Перебуваючи в команді Локка, мало не стратив Бена. Якийсь час він жив разом пасажирами Ошеаніка 815, які пішли з Локком, в селище Дарми. У селищі на розвідку ситуації пробралася Кейт. Вони заночували у будиночку Соєра, але вранці Соєр у розмові з Кейт порадів, що вона не вагітна від нього. Кейт дала йому ляпаса і пішла.
Під час атаки селища людьми Кімі намагався вивести з-під вогню людей і організувати опір, але це практично нічого не дало. Врятував їх всіх Монстр (Чорний Дим), якого викликав Бен. У підсумку Соєр пішов у ліс разом із Клер, Герлі, Майлзом і Джоном. Потім разом із Майлзом і Клер пішов на пляж. А вночі Клер пропала і Соєр взяв залишеного Аарона.
У підсумку разом з Шісткою Ошеанік, Лапідусом полетів на вертольоті до корабля. Але вертоліт через пробоїну зпалив занадто багато палива, і Соєр вистрибнув з вертольота в океан, поцілувавши Кейт на прощання і попросивши знайти його дочку. Він поплив до берега.

#### Сезон 5
Під час стрибків у часі Джеймс прийняв на себе лідерство над усіма, хто залишився після нальоту Інакших у 1954 році. В кінцевому підсумку опинився разом з Джульєт, Майлзом, Джином і Фарадеєм у 1974-му. Там він на пару з Джульєт врятував від неволі дівчину по імені Емі, застреливши двох Інакших. Разом з Емі вони пішли в селище Дарми і потрапили під дію звукової огорожі. Прокинувшись, Соєр, назвавшись Джимом ЛаФлером, переговорив з Горацієм Гудспідом. Горацій вирішив, що всіх їх посадять на підводний човен і відвезуть з острова, що Соєру не сподобалося. У той же вечір в селище прийшов з'ясовувати стосунки нестаріючий Річард. Горацій не зміг вирішити проблеми, і тоді це зробив Сойєр, сказавши, що він убив його людей, захищаючись. А заодно згадав про Джона Локка, який прийшов до Річарда в 1954-м. Річард зажадав побачити тіло вбитого хлопця Емі і місцезнаходження трупів своїх людей, після чого відмовився від претензій. В подяку Горацій дозволив залишитися уцілілим на острові в селищі на два тижні, щоб пошукати ще уцілівших.
При невідомих обставинах два тижні перетворилися в три рока. Між Соєром і Джульєт зав'язалися романтичні стосунки, а сам він став главою охорони. Та ця ідилія тривала, аж поки на острів не повернулися Джек, Кейт, Саїд і Герлі. Всіх, крім трохи пізніше виявленого Саїда, він прибудував до Дарми. Саїд ж сплутав йому всі карти своєю відмовою. Після пригоди з Беном, Джеймс відніс хлопчика Інакшим, але про це дізнався його підлеглий — Філ. Вирубавши його, він зрозумів, що життя в Дармі закінчилося. Але незадовго до відходу його викрив Радзинський. Пізніше, втікши з підводного човна разом з Кейт і Джульєт, Соєр намагався зупинити Джека, задумуючого підірвати водневу бомбу. Але Джульєт вирішила, що Джек повинен це зробити. Він намагався умовити Джульєт виїхати з острова, але Джульєт бачила, що почуття Соєра до Кейт не згасли. Соєру нічого було заперечити, врешті-решт йому довелося прийняти рішення Джульєт стерти один одного з пам'яті. Під час Інциденту Джульєт затягнулась в шахту «Лебедя». Соєр з усіх сил намагався її утримати, але Джульєт сама відпустила руку, злякавшись, що може потягнути його за собою. Кейт і Джек відтягли Соєра від небезпечного місця.

#### Сезон 6
Ледь опинившись в 2007 році, вдарив Джека ногою по обличчю. Після того як Джульєт вдалося відкопати, спустився до неї, пообіцявши Кейт, що вб'є Джека, якщо вона помре. І вона померла. Попросивши Майлза допомогти поховати її, він звелів йому дізнатися, що саме хотіла сказати йому Джульєт перед смертю. Майлз відповів: «Вийшло». Пізніше був схоплений і приведений у Храм. При цьому він вирубив трьох нападників. Все ж передумав вбивати Джека, побачивши, що той і так мучиться. Потім, заволодівши зброєю, пішов у Дармовілль. Там він знайшов у схованці свого будинку кільце. Він збирався зробити Джульєт пропозицію. Кейт знайшла його. Сидячи на причалі, він розповів їй про це, викинувши кільце і прогнавши її. Потім до приходу Лже-Локка сидів у хаті і пив. Після розмови вирішив піти з ним. Пізніше за завданням лже-Локка провів розвідку на острів Гідра. Повернувшись, він вів подвійну гру, сподіваючись перехитрити Локка і Відмора, щоб заволодіти підводним човном і виїхати з острова. Діставши яхту, він разом з Клер, Кейт, Лапідусом, Сун, Герлі і Джеком поплив на острів Гідра. По дорозі він вигнав Джека з яхти («пішов геть з моєї яхти!»), коли той сказав, що вони повинні залишитися. По прибутті був посаджений у клітку, де вже сидів три роки тому. Звільнився завдяки Лже-Локку, Саїду і Джеку. У літака сказав, що тепер вірить Лже-Локку, але на ділі велів Джеку скинути його у воду, щоб не пустити на підводний човен. Вже на ньому думаючи, що робити з бомбою, не послухав Джека і висмикнув дроти. Після вибуху намагався допомогти звільнити Сун, але його оглушило ударом залозки. Джин велів Джеку забирати Соєра і йти. І Джеку вдалося його витягнути на берег. Зрозумівши, що побічно він став винуватцем смерті Саїда, Джина і Сун, Соєр пішов з Джеком на пошуки Дезмонда, щоб розібратися з Людиною в Чорному. Після розмови з Джейкобом, він пішов до криниці, де зустрів Монстра і відкрив очі Бену на його задуми. Потім разом із Джеком, Кейт і Герлі попрямував до бамбукового гаю. Після загибелі Монстра вирішив бігти до літака разом з Кейт. По дорозі вони прихопили Клер і благополучно потрапили на літак, ледь не запізнившись.

#### Альтернативна реальність
Соєр працює поліцейським. У фінальній серії він випадково перетинається з Джульєт. Вони згадують своє життя на острові. Джульєт просить Соєра поцілувати її, на що той відповідає: «Як скажеш, блонді!». Вони обидва опиняються в числі тих, хто потрапив у церкву, так що вони можуть перейти до наступного етапу разом.
Альтернативна реальність виявляється чистилищем, в якому всі зустрічаються, щоб разом піти в інший світ.

## Цікаві факти
- На роль Соєра пробувалися кілька акторів: Метью Фокс, в підсумку зіграв Джека Шепарда, Хорхе Гарсія, який зіграв Герлі, Ієн Сомерхолдер, який виконав роль Буна Карлайла, Домінік Монаган, який зіграв Чарлі Пейса.[4]
- Соєр — один з персонажів телесеріалу, хто практично не розлучається з книгою. Що примітно, своє захоплення він зберіг протягом всього часу, який уцілівші провели на острові. Так, «виловлений» їм на початку першого сезону роман «Мешканці Пагорбів» став непрямою причиною подальшої бійки з Буном. Вже будучи полоненим Інакших, під час короткочасної прогулянки з Бенджаміном Лайнусом, Соєр з задоволенням цитує Джона Стейнбека і його твір «Про мишей та людей». У п'ятому сезоні, коли повернувшийся на Острів Джек викликає Джеймса на розмову, той все одно не перестає читати і при цьому зауважує, що «так» йому краще думається[5]. Виходить, що б не відбувалося у персонажа у душі: чи прагнув він відокремитися від усіх, боровся за свою свободу і життя друзів або раптово здобуте сімейне щастя, — свою любов до літератури Соєр не зраджував ні на мить.
- Соєр — лівша, це вперше видно у другій частині пілотної серії першого сезону, коли він застрелив ведмедя, пише він також лівою.
- Виходячи з безлічі опитувань, Соєр є самим популярним серед глядачів персонажем.
- Соєр користується бензиновою запальничкою Zippo.
- По серіалу у Соєра стосунки з жінками були частіше, ніж у інших.
- Характер Соєра послужив основою для характеру Джеймса Вегі — персонажа комп'ютерної гри «Mass Effect 3».